# Вайсиг (Лоза)
Ва́йсиг или Вы́сока (нем. Weißig; в.-луж. Wysokaо файле) — деревня в Верхней Лужице, Германия. Входит в состав коммуны Лоза района Баутцен в земле Саксония. Подчиняется административному округу Дрезден.

## География
Находится на западной окраине Минакальской пустоши в южной части района Лужицких озёр южнее административного центра коммуны Лоза. Через деревню проходит автомобильная дорога K9220. На юго-западе от деревни находится холм Айхберг (Eichberg, Dubič, 160 м.).
Соседние населённые пункты: на юго-востоке — деревня Германецы и на северо-западе — деревня Шченьца.

## История
Впервые упоминается в 1419 году под наименованием Weissag.
С 1938 по 1945 года входила в коммуну Хермсдорф-на-Шпрее, с 1945 по 1948 года — в коммуну Штайниц, с 1948 по 1994 года — в коммуну Хермсдорф-на-Шпрее. С 1994 года входит в современную коммуну Лоза.
19 мая 1813 года около населённого пункта произошло боестолкновение между Барклай-де-Толли русско-прусской армии с передовыми частями армии Нея.
В настоящее время деревня входит в состав культурно-территориальной автономии «Лужицкая поселенческая область», на территории которой действуют законодательные акты земель Саксонии и Бранденбурга, содействующие сохранению лужицких языков и культуры лужичан.
Исторические немецкие наименования.
- Weissag, 1419
- Weissigke, 1469
- Weißag, 1492
- Wisagk, 1557
- Weyschock, 1569
- Weißigk, 1635
- Weißig, 1791

## Население
Официальным языком в населённом пункте, помимо немецкого, является также верхнелужицкий язык.
Согласно статистическому сочинению «Dodawki k statisticy a etnografiji łužickich Serbow» Арношта Муки в 1884 году в деревне проживало 154 человека (из них — 153 серболужичанина (99 %)).
| 1825 | 1871 | 1885 | 1905 | 1925 |
| ---- | ---- | ---- | ---- | ---- |
| 128  | 188  | 131  | 121  | 119  |